# Perfecto Artola Prats
Perfecto Artola Prats (Benasal, 30 december 1904 – Málaga, 23 oktober 1992) was een Spaans componist, dirigent, klarinettist en saxofonist.

## Levensloop
Prats kreeg zijn eerste muzieklessen van de organist Leandro Alcácer en werd op achtjarige leeftijd lid kerkkoor. In de plaatselijke Band de Música kreeg hij les voor dwarsfluit en leerde ook het dulciaan te bespelen. In 1923 vertrok hij naar Barcelona (Spanje) voor toelating tot het leger en werd aangenomen door de Banda del Regimiento de Infantería Badajoz nº 73 in Barcelona. Aldaar studeerde hij aan de Escuela Municipal de Música de Barcelona bij Lluís Millet i Pagès (solfège en muziektheorie), bij Josep Nori (klarinet), bij Julián Palanca Masiá (harmonieleer) en tegelijkertijd studeerde hij aan het Real Conservatorio Superior de Música de Madrid in Madrid bij Emilio Vega Manzano (contrapunt, fuga en transcriptie). Vega Manzano zelf was dirigent van de Banda del Real Cuerpo de Alarbaderos. In 1933 tot 1934 studeerde hij aan het Conservatorio Superior de Música de Córdoba en slot zijn hogere studies in 1945 in Sevilla af.
Op 30 september 1924 werd hij dirigent van de bekende Banda Sinfónica de Ateneo Musical y Enseñanza "Banda Primitiva" de Llíria.
Speciale kennissen voor de transcriptie en instrumentatie voor het bewerken en componeren voor banda kreeg hij door Manuel López Varela toen directeur van de "Banda Municipal de Madrid". Verder werd hij door Pascual Marquina Narro in directie van banda's (harmonieorkesten) opgeleid. In 1927 wisselde hij in de Banda del Batallón de Cazadores de Montaña nº 1 in Melilla.
In 1931 werd hij 1e klarinettist in de Banda Municipal de Málaga. Dit geeft hem en zijn familie een goede financiële basis. In deze periode voltooid hij ook zijn instrumentale studies voor klarinet en saxofoon. Het is eveneens een tijd, waar verschillende civiele en militaire banda's worden opgericht.
Artola Prats speelde in deze tijd ook in de Jazz Band de Mataró en reisde ermee via Barcelona-Reus naar Parijs en Londen en richtte in 1933 het "Orquesta Artola" op, dat tot 1955 bestond. Voor dit medium schreef hij een aantal van werken en introduceerde daarmee de jazz in Andalusië. Hij richtte ook een aantal van zogenoemde "banda cómica" op en was dirigent van een jeugdharmonie, waaruit in het gevolg de "Escuelas del Ave María de Málaga" (1945-1955) ontstonden.
Van 1945 tot zijn in pensioen stelling in 1979 was hij dirigent van de Banda Municipal de Música de Málaga. Onder zijn leiding ontwikkelde zich dit harmonieorkest tot een van de beste in Spanje. Hij was in 1971 gastdirigent van het orkest van de Belgische radio en televisie in Brussel. Verder dirigeerde hij de koren "Masa Coral de Málaga" en "Agrupación Lírica Malagueña".
Artola Prats was docent voor solfège en houtblaasinstrumenten aan de "Escuela Municipal de Música" van 1946 tot 1979 en docent klarinet aan het Conservatorio Superior de Música de Málaga (1948-1976). In 1975 was hij mede-initiatiefnemer ter oprichting van de "Banda Juvenil de los Colegios de Miraflores de los Ángeles y Gibraljaire de Málaga".
Als componist is hij in Spanje vooral bekend als schepper van de zogenoemde "marcha procesional malagueña".
In Benasal en Castellón de la Plana zijn straten naar hem benoemd en Málaga is er een "Plaza del Maestro Artola".

## Composities

### Werken voor orkest
- 1950-1952 Seis Scherzos, voor orkest
- 1967 Capricho Peruano, suite voor orkest
- 1970 Suite en Fa Mayor, voor orkest
- Díselo a la gente, bolero andaluz voor orkest (samen met F. Tena)
- Regalos, suite voor orkest

### Werken voor banda (harmonieorkest)
- 1927 Fuente En Segures, mars
- 1947 Romería de San Cristóbal, ouverture
- 1952 El Maestrazgo, suite voor harmonieorkest
  1. Danza de las cuatro caras
  2. Baile de Cerco
  3. Canción de Trilla
  4. Bolero y Saltillo
- 1958 Semana Santa en Málaga, symfonisch gedicht[1]
- 1983-1985 Fadrell, symfonisch gedicht
- 1988 Maria-Anna, symfonisch gedicht
- 1988 Himno de Coronación de la Virgen de la Esperanza[2]
- 1990 Axarquia, symfonisch gedicht
- Himno académico Gaudeamus Igitur

#### Paso-dobles
- 1932 Gloria al Pueblo
- 1958 Silvestre Segarra
- 1962 Málaga del Sol - tekst: Antonio Baeza
- Bous al Pati
- Cadencia Cromática
- Cadencia Ibérica
- Canto a Málaga
- Castell de Culla
- Club Taurino Villafranca
- El Alguacilillo
- El Clarín
- Fontanal
- Francisco Sales
- García Alted
- Henri Bouché
- La Concha Flamenca
- La Plana
- La Vall
- María Auxilio
- Moncátil
- Málaga tierra ideal
- Nules
- Peña Chocolate
- Peña Malaguista
- San Mateo
- Tierra Mía

#### Processiemarsen
- 1982 Cristo de la Humildad
- 1982 Hacia el Calvario (opgedragen aan de: "Cofradía del Cristo de la Humildad (Ecce – Homo)")
- 1982 Presentación al Pueblo
- 1983 Plegaria a Nuestro Padre Jesús del Rescate
- 1984 Virgen de Gracia
- 1985 Jesús de la Pasión[3]
- 1985 Jesús del Prendimiento
- 1985 Jesús Preso
- 1985 Virgen de la Merced
- 1986 Coronación de la Virgen de los Dolores de la Expiración[4]
- 1986 Jesús del Rescate
- 1986 Virgen del Amparo[5]
- 1987 Nazarenos del Rescate
- 1988 Esperanza Coronada
- 1988 Juventud Cofrade
- 1988 Pregón del Rescate
- 1988 Virgen del Carmen de Salteras
- 1989 Nazareno de la Salutación
- 1989 (Nuestra Señora de la) Soledad (opgedragen aan de: "Virgen de la Soledad de la Hermandad del Sepulcro Málaga")
- 1989 Virgen de la Concepción
- 1989 Virgen del Rosario
- 1990 Cofradía de los Estudiantes de Antequera
- 1990 Nuestro Padre Jesús de la Sentencia
- 1994 Misericordia, marcha lenta
- Ánimas de ciegos
- Credo del Mutilado
- Cristo de la Expiración
- Cristo de las Penas
- Cristo de los Estudiantes
- Exaltación
- La corona de espinas
- Nuestra Señora del Mayor Dolor
- Nuestro Padre Jesús del Paso
- Pollinica y Rocío
- Santo Grial
- Vera Cruz y Lágrimas
- Virgen de la Alegría
- Virgen de la Piedad
- Virgen de la Trinidad
- Virgen de los Dolores de San Juan

#### Treurmarsen
- 1954 Llanto y Dolor

### Muziektheater

#### Zarzuelas
| Voltooid in | titel    | aktes | première | libretto |
| ----------- | -------- | ----- | -------- | -------- |
| 1945        | Coraliyo |       |          |          |

#### Balletten
| Voltooid in | titel       | aktes | première | libretto | choreografie |
| ----------- | ----------- | ----- | -------- | -------- | ------------ |
| 1973        | Caín y Abel |       |          |          |              |

#### Revista (Revue)
- 1950 Rosa de Espinas

### Werken voor jazz-ensemble
- 1936 Always for you fox-trot
- 1936 Come coco. rumba voor saxofoon en trompet
- 1953 Cerco de la Luna slow-canción
- 1959 Ya no hay penas, cha-cha-chá
- 1960 Piel de raso, fox-slow
- 1964 Sólo es tentación, fox
- Engaño
- Garbo de España
- Grito del alma
- Mi gacelita, fox-moderato
- Siempre para ti
- Sol y sombra

## Media
1. ↑  Semana Santa en Málaga, symfonisch gedicht door de "Banda Municipal de Música de Málaga"  o.l.v. Francisco Vallejo Amaro op 15 februari 2009
2. ↑  Himno de Coronación de la Virgen de la Esperanza door de "Banda de Música de la Archicofradía del Paso y la Esperanza" o.l.v. Francisco Vallejo Amaro
3. ↑  Jesús de la Pasión door de "Banda Municipal de Música de Málaga" o.l.v. Francisco Vallejo Amaro
4. ↑  Coronación de la Virgen de los Dolores de la Expiración door "Banda Juvenil de los Colegios de Miraflores de los Ángeles y Gibraljaire de Málaga" onder leiding van Perfecto Artola Prats
5. ↑  Virgen del Amparo door de "Banda Municipal de Música de Málaga" o.l.v. Francisco Vallejo Amaro